# Hyalinobatrachium mesai
Hyalinobatrachium mesai är en groddjursart som beskrevs av Barrio-Amorós och Brewer-Carias 2008. Hyalinobatrachium mesai ingår i släktet Hyalinobatrachium och familjen glasgrodor. Inga underarter finns listade i Catalogue of Life.